# 丑陋 (豪斯医生)
《丑陋》（英語：Ugly）是美国医务剧《豪斯医生》第4季的第7集，也是整部剧集的第77集，于2007年11月13日首播。该集主要围绕一个名叫肯尼·赛勒斯的少年展开，他患有严重的面部畸形，本计划通过手术纠正，但就在手术前他出现了心脏病发作。格里高利·豪斯醫生试图找出肯尼的病因，他前后已经面试了多位实习生，但还是没能选出一队合适的新助手。肯尼入院后手术的过程有一个纪录片摄制队伍一直在追踪拍摄，所以豪斯需要在镜头前尽快给肯尼作出一个准确的诊断。
《丑陋》由肖恩·怀特塞尔编剧，大卫·斯特劳顿执导，首播时有1140万人观看，在该周所有电视节目中排在第8位。这一集获得了评论家较为正面的评价，他们对剧情中克里斯·陶布医生的发展感到惊喜，这个角色是申请豪斯诊断组成员职位的其中一个医生。

## 剧情
少年肯尼·赛勒斯（Kenny Cyrus）患有严重的面部畸形，他到医院来接受脸部重建手術，一个纪录片摄制组也对此进行全程追踪拍摄。就在手术前不久，肯尼出现了一次心脏病发，于是豪斯和他的诊断小组被请来寻找病因，因为医院不可能冒着病人心脏病发的危险来进行手术。
纪录片摄制组继续着他们的拍摄，镜头于是对准了这个小组的成员。豪斯对此厌烦不已，为了避开他们干脆安排小组成员全部到核磁共振成像仪器旁边或者是到手术室等摄影机及闲杂人等不能进入的地方去讨论病人的情况。不过逃得了一时逃不了一世，无孔不入的镜头总是能找上他们，而希望能成功加入豪斯诊断组的候选人在摄像机面前的表现也总是更加自觉。与此同时，豪斯开始对招募了前中央情报局的萨米拉·特兹医生感到后悔，虽说自己之前在兰利时亲眼目睹了她的智慧和能力，但现在看来她似乎并不是真的具备这样的能力，而更像是运气使然。詹姆斯·威尔森对此认为豪斯只是让特兹漂亮的外表给迷上了，于是建议他马上炒她鱿鱼再约她出去。他还指出豪斯正是有这种喜欢聘请正妹的倾向性所以才会有这样的麻烦。豪斯争辩自己“不是那样的人”，威尔森回答“每个男人都是那样的人”。纪录片剧组还跑去采访了卡梅隆，问她为什么会辞职，而且整得好像自己是喜欢上了豪斯一样。
陶布医生以前曾是整形医生，他用自己这方面的经验获得了肯尼和他父亲的信任，不过在诊断上，他的判断经常与豪斯南辕北辙。豪斯认为肯尼是患有幼年型类风湿性关节炎，而陶布则相信其症状不过是颅内压升高产生的副作用。由于陶布试图说服肯尼的父亲不要听从豪斯的诊断，豪斯开除了他，但这个决定被院长丽莎·卡迪（丽莎·艾德尔斯汀饰）推翻。最终13在肯尼的头发下发现了红斑，意识到他是患有莱姆病，原来豪斯和陶布两人都错了。豪斯被陶布的行为激怒了，他开始挖掘对方的过去，并且成功地令其坦白交待，原来陶布曾是位整形外科医生，但由于被发现和一位护士有外遇而不得不辞职，他以前的同事还让他签下了一纸競業條款作为保密的条件，让陶布不可能再在这个行业对其生意构成影响。
最后陶布没有被解雇，但特兹却被炒了，豪斯请求一次约会也遭到了拒绝。卡迪和豪斯一起观看纪录片的一个初步剪辑版本，上面把豪斯描绘成了一个慈爱而富同情心的医生。惊得目瞪口呆的豪斯离开了，觉得自己再也不能相信麥可·摩爾拍的那些片子了。纪录片还在继续，上面提示手术获得了成功，肯尼对豪斯医生表示感谢，卡迪看到这里脸上也露出了微笑。

## 制作
《丑陋》由肖恩·怀特塞尔编剧，他曾担任《豪斯医生》的执行制片人，这也是共计8季的《豪斯医生》中由他编剧的唯一一集。导演大卫·斯特劳顿是第二次执导这一系列的剧集，他之前曾执导了第3季的第21集《家庭》。《丑陋》也是迈克尔·米歇尔扮演的萨米拉·特兹医生第二次出场，她曾在第4季的第6集《不计代价》中首度登场。米歇尔曾在另一部医疗剧《仁心仁術》中出演过一位名叫克里奥·芬奇（Cleo Finch）的医生。在《豪斯医生》中扮演艾里克·福尔曼医生（Dr. Eric Foreman）的欧玛·艾普斯也曾出演过《仁心仁術》，不过比米歇尔还要早两年。《丑陋》的拍摄主要是在洛杉矶世纪城进行的。

## 反响
《丑陋》首播时在该周所有电视节目中以1140万观众名列第8位，与全国广播公司的《周日足球之夜》持平，在当晚所有18-49岁的电视观众中有16%的收视率，这一集节目也获得了评论家的好评。電視指南的尼娜·汉默林·史密斯（Nina Hämmerling Smith）认为其中最出色的段落就是卡迪和威尔森的部分，这两个角色与豪斯的互动也是该节目中最可信的桥段，史密斯还表示希望可以多看到一些这样的内容。许多影评人对克里斯·陶布一角在本集中的表现感到惊喜并表示很有兴趣。电影小队的理查德·凯勒表示他本已非常肯定陶布会被解雇，但最终却也为自己的判断失误而感到高兴，他还指出自己喜欢陶布这个角色的原因可能是因为他在外型上不及其他角色，他就是每天都会碰上的傻蛋，但也是个好醫生。
巴兹·伯恩称陶布一角让人很感兴趣。IGN的詹姆斯·张伯伦（James Chamberlin）对剧中的黑白纪录片风格感到有些不习惯，觉得自己并不像是刚刚看了一集《豪斯医生》，他给这一集7.7分的评价（最高10分）。《娱乐周刊》的米歇尔·罗梅罗（Michelle Romero）表示自己很喜欢豪斯在剧中告诉诊断小组成员，“特兹医生”因为比泳装模特儿的经验还要丰富，所以得到了这个职位这一组镜头。一家网站经投票给予《丑陋》A-的评价。据BuddyTV的格伦·L·迪亚兹（Glen L. Diaz）所说，许多粉丝认为片尾卡迪脸上的笑容清楚地表明了她对豪斯的看法。彼得·雅各布森将《丑陋》以自己的名义提交了黃金時段艾美獎杰出正剧类男配角奖的角逐，肖恩·怀特塞尔也以自己的名义提交了杰出正剧剧集编剧奖角逐，不过两人都没能获得提名。